# 유현재
유현재(1973년 6월 6일 ~ )는 대한민국의 남성 가수다.

## 이력
경기도 인천에서 외아들로 출생하여 경기도 김포에서 잠시 유아기를 보낸 적이 있고 훗날 서울에서 성장하였으며 서울 서운중학교에 재학 중일 때 록음악을 듣고 록음악의 매력에 빠져 밴드 활동을 시작하였다고 한다. 그는 학창 시절 학교 동기인 오지훈과 중학교 2학년 때 서울고등학교 근처 소극장 '는깨'에서 조인트 공연을 펼친 이후로, 오지훈과도 밴드 활동을 하였다.
1991년에는 김지훈을 보컬로 내세워 밴드 활동을 하며 가수 겸 베이스 기타리스트로 활동을 했고, 1992년 언더그라운드 라이브 클럽에서 베이스 기타리스트로 활동하였다. 1992년에는 윤상의 '가려진 시간 사이로' 무대에서 베이스 기타리스트로도 활동하였다.
1994년 김지훈, 오지훈과 함께 "투투"를 결성하여 일과 이분의 일이라는 노래 작품으로 정식 데뷔하였으나, 1994년 12월 26일에 군 입대로 인하여 팀을 탈퇴하였다. 1997년 군 제대 후 오지훈과 얍(YAB, Young & Alternative Beaux)을 결성하였고 타이틀 곡인 '개성시대'로 방송 활동을 하였다.

## 학력
- 1989년 서운중학교 졸업
- 1992년 정윤고등학교 졸업[2]
- 1993년 명지실업전문대학 기계설계학과(92학번) 중퇴

## 출연작

### CF 광고
- (주) 마이크로 - 마이크로 터치 샤프 (1994)
- 롯데제과 개성파 초코 바 (1994)
- 미코팬시 (1994)
- 한국종합유선방송협회 30개의 채널 케이블 TV(1994)

## 수상
- 대한민국 영상음반대상 신인상 (1994)
- 제 5회 서울 가요대상 랩댄스 부문 대상(1994)
- KBS 가요대상 신인상 (1994)
- 골든디스크 본상 (1994)

## 같이 보기
- 황혜영 - "투투" 1집 시기에 객원 멤버로 참여하였다.
- 김지훈 - "투투"에서 같이 활동하였다.
- 오지훈 - 오지훈은 유현재와 서울 서운중학교 동기이며, "투투" 와 얍(YAB)에서 같이 활동하였다.
- 딸부잣집 - 1994년 KBS 한국방송공사 TV 드라마이며 "투투"의 《내 인생의 러시아워》라는 노래가 드라마와 동명의 제목인 《딸부잣집》으로 리메이크되어 이 드라마의 OST로 사용되었다. 드라마 딸부잣집의 OST는 오지훈이 작사, 작곡, 편곡, 보컬 모두를 담당하였다.